# Yurik Sarkisian
Yurik Sarkisian (en armenio: Յուրի Սարգսյան; Gueghakert, URSS, 14 de agosto de 1961) es un deportista armenio que compitió para la Unión Soviética (y desde 1996 para Australia) en halterofilia.
Participó en tres Juegos Olímpicos de Verano, obteniendo una medalla de plata en Moscú 1980, en la categoría de 56 kg, el séptimo lugar en Atlanta 1996 y el noveno en Sídney 2000.
Ganó ocho medallas en el Campeonato Mundial de Halterofilia entre los años 1980 y 1993, y ocho medallas en el Campeonato Europeo de Halterofilia entre los años 1980 y 1991.

## Palmarés internacional
| Representando a la URSS |                           |                   |           |
| Juegos Olímpicos        |                           |                   |           |
| Año                     | Lugar                     | Medalla           | Categoría |
| 1980                    | Moscú (URSS)              | Medalla de plata  | 56 kg     |
| Campeonato Mundial      |                           |                   |           |
| Año                     | Lugar                     | Medalla           | Categoría |
| 1980                    | Moscú (URSS)              | Medalla de plata  | 56 kg     |
| 1981                    | Lille (Francia)           | Medalla de bronce | 60 kg     |
| 1982                    | Liubliana (Yugoslavia)    | Medalla de oro    | 60 kg     |
| 1983                    | Moscú (URSS)              | Medalla de oro    | 60 kg     |
| 1985                    | Södertälje (Suecia)       | Medalla de plata  | 60 kg     |
| 1987                    | Ostrava (Checoslovaquia)  | Medalla de plata  | 60 kg     |
| 1991                    | Donaueschingen (Alemania) | Medalla de plata  | 60 kg     |
| Campeonato Europeo      |                           |                   |           |
| Año                     | Lugar                     | Medalla           | Categoría |
| 1980                    | Belgrado (Yugoslavia)     | Medalla de plata  | 60 kg     |
| 1981                    | Lille (Francia)           | Medalla de plata  | 60 kg     |
| 1982                    | Liubliana (Yugoslavia)    | Medalla de oro    | 60 kg     |
| 1983                    | Moscú (URSS)              | Medalla de oro    | 60 kg     |
| 1984                    | Vitoria (España)          | Medalla de plata  | 60 kg     |
| 1985                    | Katowice (Polonia)        | Medalla de plata  | 60 kg     |
| 1986                    | Karl-Marx-Stadt (RDA)     | Medalla de plata  | 60 kg     |
| 1991                    | Władysławowo (Polonia)    | Medalla de plata  | 60 kg     |
| Representando a Armenia |                           |                   |           |
| Campeonato Mundial      |                           |                   |           |
| Año                     | Lugar                     | Medalla           | Categoría |
| 1993                    | Melbourne (Australia)     | Medalla de bronce | 64 kg     |